# ویلیام دبلیو. بیب
ویلیام دبلیو. بیب (به انگلیسی: William W. Bibb) سناتور سابق عضو حزب دموکرات-جمهوری‌خواه بود. وی در سال ۱۸۱۳ تا ۱۸۱۶ میلادی سناتور ایالت جورجیا در سنای ایالات متحده آمریکا بود.